# Christi-Geburt-Kathedrale

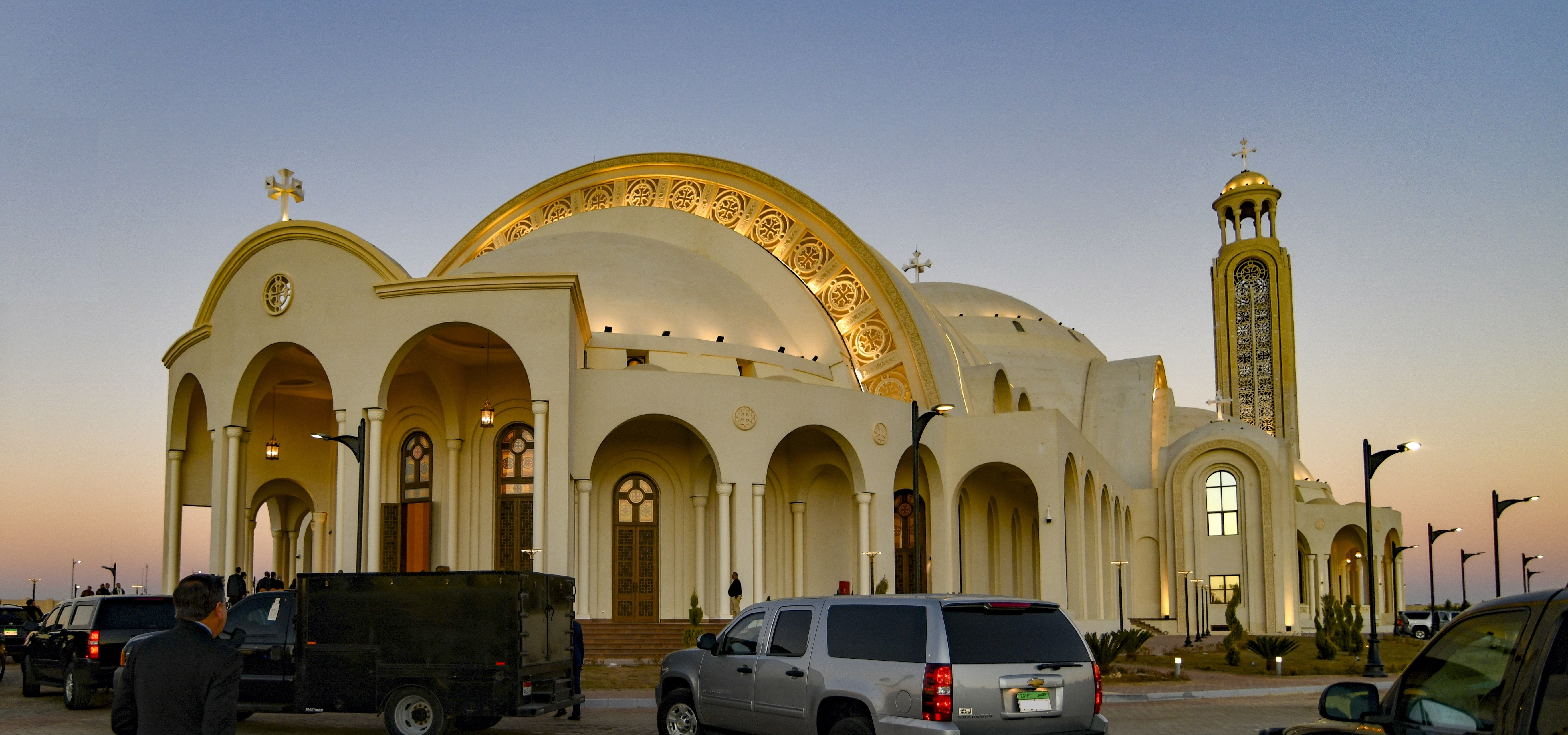
Christi-Geburt-Kathedrale

Die Christi-Geburt-Kathedrale (koptisch: ⲡⲓⲉⲣⲫⲉⲓ ⲛ̀ⲕⲁⲑⲉⲇⲣⲁ ⲛ̀ⲧⲉ ⲡϫⲓⲛⲙⲓⲥⲓ ⲙ̀ⲡⲭⲣⲓⲥⲧⲟⲥ; arabisch كاتدرائية ميلاد المسيح, DMG Kātidrāʾiyyat Mīlād al-Masīḥ) ist eine koptisch-orthodoxe Kathedrale in der Neuen Verwaltungshauptstadt Ägyptens, etwa 45 km östlich von Kairo. Sie wurde vom ägyptischen Präsidenten Abd al-Fattah as-Sisi in Auftrag gegeben und am 6. Januar 2019 von Präsident as-Sisi und dem Oberhaupt der Koptisch-Orthodoxen Kirche von Tawadros II. eingeweiht. Sie ist die größte Kirche im Nahen Osten und die größte orientalisch-orthodoxe Kirche der Welt nach Fläche. Die Kathedrale bietet Platz für bis zu 8000 Gläubige.

## Architektur
Der Stil der Kathedrale ist in Übereinstimmung mit der koptischen Tradition von der Arche Noah inspiriert. Sie enthält einen Hauptplatz und den geistlichen Hauptsitz, eine Empfangshalle, einen Sitzungssaal und Verwaltungsbüros. Es gibt auch eine zweistöckige Tiefgarage, ein Servicegebäude und zwei Kirchtürme. Die Türme sind im koptischen Stil und enthalten mehrere Glocken unter dem Dach.

## Geschichte
Im Januar 2017, nach den Terroranschlägen, bei denen im Dezember 2016 mindestens 27 koptische Ägypter in der St.-Peter-und-Paul-Kirche in Kairo getötet worden waren, gab der ägyptische Präsident Abdel Fattah el-Sisi den Bau der größten Moschee und Kirche des Landes in der neuen Verwaltungshauptstadt in Auftrag, die zu Symbolen des Zusammenlebens und der nationalen Einheit werden sollen. Jahrzehntelang war der Bau von Kirchen in Ägypten eingeschränkt, um den Islam bzw. Anhänger desselben nicht zu beleidigen. Im August 2017 hob das ägyptische Parlament jedoch die gesetzlichen Beschränkungen auf, die den Bau neuer Kirchen begrenzten. Errichtet wurde die Kathedrale durch den ägyptischen Baukonzern Orascom, wobei die Planungsaufsicht beim Pionierkorps der ägyptischen Streitkräfte lag.
Sie wurde am 6. Januar 2019 von Präsident as-Sisi und Tawadros II. Patriarch von Alexandrien, dem Oberhaupt der koptisch-orthodoxen Kirche, eingeweiht. Am Tag der Einweihung wurde in der Kapelle der Kathedrale ein Gottesdienst gefeiert, an dem etwa 3000 Menschen teilnahmen, darunter offizielle Vertreter aus dem ganzen Land. Am selben Tag wurde auch die Al-Fattah-al-Alim-Moschee eingeweiht, welche die größte Moschee des Landes ist. Dabei betonten Präsident as-Sisi und hohe geistliche Führer die Einigkeit der Ägypter.